# Ciceu-Mihăiești, Bistrița-Năsăud
Ciceu-Mihăiești (în maghiară Csicsómihályfalva) este satul de reședință al comunei cu același nume din județul Bistrița-Năsăud, Transilvania, România.

## Date geografice
Pe teritoriul acestei localități se găsesc izvoare sărate, saramura fiind întrebuințată din vechi timpuri de către localnici. 

## Istoric
Satul a fost menționat cu numele Myhalhaza în 1325 și Myhalfalva în 1405. A aparținut Cetății Ciceu, veche vatră românească și ortodoxă înca din cele mai vechi timpuri, de pe vremea domnitorilor moldoveni, iar apoi a fost deținută de familiei Bánffy între 1405 și 1467. Numele provine de la întemeietor său și a Cetății. În 1405 se menționează locuitorii preponderent români, în timpe ce în 1553 se spune că devenise un sat maghiar. Biserica Reformată a devenit parohie în secolul al XVII-lea și în jurul anului 1710 aparținea parohiei satului Bața.
Satul a fost distrus de armata turcă condusă de Ali Çengizade în 1661, iar între 1704 și 1707 a fost ars complet de lobonții generalului Carl Tiege. A intrat în posesia familiei Lázár în anii 1720. 
La sfârșitul secolului al XIX-lea, cel mai mare proprietar al său era Antal Zichy. Împreună cu cele două sate subordonate sale, Ciceu-Corabia și Lelești, s-a separat de Comuna Petru Rareș în 2005 și a devenit reședință de comună independentă.

## Demografie
Componența etnică a satului Ciceu-Mihăiești(2002)
     Români (75,5%)
     Romi (18,5%)
     Maghiari (6%)
Componența etnică a satului Ciceu-Mihăiești(1880)
     Români (70,59%)
     Maghiari (25,72%)
     Evrei (3,67%)

### Prezent
La recensământul din 2002 populația satului era de 931 de locuitori, dintre care: 703 români, 172 țigani și 56 maghiari.

### Populația Istorică
La recensământul din 1880 populația satului era de 567 de locuitori, dintre care: 365 români, 133 maghiari, 19 evrei, iar pentru 50 de persoane nu este cunoscută apartenența etnică.